# Bulletin du Centre de recherche du château de Versailles
Le Bulletin du Centre de recherche du château de Versailles est une publication électronique réalisée par le Centre de recherche du château de Versailles (CRCV) depuis juin 2007. Ce bulletin a pour mission de publier les résultats des travaux menés par les équipes du CRCV dans le cadre de ses programmes de recherche ainsi que les communications des colloques et des journées d'études qu'il organise. Il est également ouvert aux contributions de doctorants et chercheurs confirmés, français et étrangers, travaillant sur tous les aspects des sociétés de cour européennes.
Le Bulletin se compose de plusieurs rubriques : 
- Recherches en cours (en préparation) : articles-étapes, synthèses et articles-bilans sur les programmes en cours
- Actes de colloques : communications de journées d'études et de colloques organisés au château de Versailles depuis 2002
- Mélanges : articles sur des sujets divers
- Mémoires et documents (en préparation) : édition critique de textes anciens, inédits, bibliographies analytiques...
- Masters et thèses (en préparation) : articles issus de travaux d'étudiants

Le Bulletin du Centre de recherche du château de Versailles publie des articles en texte intégral, en français et en anglais. Il est hébergé par le portail OpenEdition Journals et utilise le CMS Lodel.
Créé le 27 octobre 2006, le GIP Centre de recherche du château de Versailles (CRCV) a pour objet l'étude et la formation sur les civilisations de cour en Europe, principalement aux XVIIe et XVIIIe siècles. Il a la volonté de susciter de nouvelles recherches, de rassembler celles qui existent et de lutter contre les cloisonnements entre disciplines et entre pays.